# Проституція в Туреччині
Проституція в Туреччині дозволена та регулюється. Секуляризація турецького суспільства дозволила легалізувати проституцію на початку ХХ століття. Відомі в країні як «загальні будинки» (genelevler), борделі мусять отримувати дозвіл від уряду. Органи регуляції видають повіям посвідчення особи, що дає їм право на безоплатне медичне обслуговування та інші соціальні послуги.
З плином часу все більше жінок почали вдаватися до проституції як до засобу заробітку. Чимало жінок вдавалися до проституції, бо були матерями-одиначками, безпритульними, бідними, а також щоб мати можливість оплачувати послуги з догляду за дітьми. Лише зареєстровані та неодружені жінки понад 18 років можуть бути повіями в державних борделях, незареєстровані є поза системою. Таким чином, незареєстровані жінки обирають нелегальні борделі, вулиці та проституцію з дому.

## Демографія
На початку 1900-х приблизна кількість зареєстрованих повій у Стамбулі становила 2 000. Дослідження 1919-1920 років показало, що 40% цих жінок були мусульманками, а 60% — немусульманками; однак ця статистика не враховувала нелегальних повій. Згідно дослідженням 1910-х років, загальна кількість мусульманських жінок, що займалися проституцією була, ймовірно, більшою ніж немусульманок.
| Пункт                                              | Дані перепису  |
| -------------------------------------------------- | -------------- |
| Кількість повій                                    | 100 000        |
| Повії зареєстровані в 56 діючих публічних будинках | 3 000          |
| Повії на обліку в поліції                          | 15 000         |
| Жінки чекають на отримання ліцензій                | 30 000         |
| Вік проституції                                    | Від 18 до 40   |
| Річний оборот                                      | $3–4 мільярдів |

## Правовий статус
Проституція в Туреччині регулюється статтею 227 Кримінального кодексу Туреччини (Закон № 5237) Сприяння проституції карається позбавленням волі на строк від 2 місяців до 4 років. Паспортний закон. забороняє в'їзд до Туреччини з метою проституції.
Законні борделі мають ліцензію відповідно до законів про охорону здоров'я, що стосуються інфекцій, що передаються статевим шляхом. Жінкам необхідно стати на облік і отримати ідентифікаційну картку із зазначенням дат проходження медогляду. Для зареєстрованих повій обов’язкове регулярне обстеження на ЗПСШ, а також обов’язкове використання презервативів. Поліції дозволено перевіряти дійсність реєстрації повій, щоб визначити, чи пройшли вони належний огляд, і переконатися, що вони відвідують органи охорони здоров'я, якщо вони цього не зробили. Однак чоловіки не можуть зареєструватися за цією постановою. Більшість з людей, що займаються проституцією, однак, незареєстровані, оскільки місцева влада перестала видавати нові реєстрації.
Також проституції стосується ст. 32 турецького закону про проступки. Проте застосування цієї норми було досить суперечливим. У деяких містах, таких як Анкара та Бурса, борделі зносилися за ухвалою суду.
Влада Туреччини намагається юридично регулювати проституцію та поширення венеричних захворювань, але такі закони більше шкодять повіям, ніж приносять їм користь. Повії мусять двічі на тиждень проходити тест на ІПСШ у лікарнях, призначених для зареєстрованих повій. Попри те, що жоден закон не інкримінує нелегальних повій, вони все одно можуть бути піддані медичному обстеженню, якщо їх спіймають правоохоронні органи. Політики та закони щодо проституції в Туреччині спрямовані на охорону здоров'я населення, проте вони не враховують права проституйованих людей. Повії мають проходити регулярні обстеження, однак покупці жодним чином не зобов'язані робити цього. З громадських місць проституція приховується, а борделі обслуговуються задля задоволення «сексуальних потреб чоловіків». Поширеність думки про "особливі сексуальні потреби у чоловіків", відсутність медичного обстеження чи покарань для покупців проституції сприяють зростанню цієї галузі бізнесу в Туреччині.

## Форми проституції
Секс-торгівля в Туреччині має багато форм, такі як ескорт-проституція, вулична проституція та проституція в борделях. Зокрема, борделі (genelevler) є державними, з охоронцями, призначеними поліцією. Станом на 2011 рік існувало близько 56 борделів з державною ліцензією. За оцінками, турецький ринок проституції включає близько 100 000 (легальних і нелегальних) борделів. Хоча проституція має багато форм, повії у борделях мають більше переваг, ніж вуличні повії, оскільки вулична проституція підвищує ризик пограбувань, переслідувань і сексуального насильства. Хоча проституція у борделі є кращим варіантом, для цього жінки мусять бути зареєстрованими, неодруженими та старшими за 18 років.
Крім того, після реєстрації жінки не можуть працювати поза секс-індустрією, якщо не отримають дозволу поліції. Хоча державні борделі спочатку створювалися для контролю за поширенням ІПСШ, зараз вони становлять загрозу повіям. Після того, як жінки реєструються, вони зобов'язані вказати свою домашню адресу, що дозволяє поліції в будь-який момент здійснити обшук в їхніх домівкахv Тож, зареєстровані повії не тільки відмовляються від свого особистого життя, але й живуть у постійному страху, що їхні сусіди та члени родини дізнаються про їхнє заняття проституцією, котра є стигматизованою в Туреччині.
Опитування зареєстрованих повій 2010 року показало, що 66% були неодруженими, 8% —одружені, а 26% — розлучені. В середньому 25% зареєстрованих жінок закінчили початкову школу, тоді як лише 10% — середню.  Крім того, відсутність послуг по догляду за дітьми та низький дохід є причиною того, чому багато людей вдаються до проституції. Хоча наразі повії зображуються ЗМІ як «підприємиці» та «шукачки щастя», ці статистичні дані показують, як більшість повій були вимушені увійти в проституцію внаслідок різноманітних соціально-економічних факторів.

### Стриптиз-клуби
Стриптиз-клуби є і в сучасній Туреччині. Вони повинні мати ліцензію, а стриптизерки мусять бути зареєстровані та проходити регулярні медичні огляди. Усі особи, які відвідують стриптиз-клуби, мають бути не молодше 18 років.

### Іноземна проституція
Туреччина входить до 10 найпопулярніших країн призначення для іноземців завдяки своїй м'якій візовій політиці. А завдяки її географічному розташуванню багато громадян сусідніх країн можуть подорожувати до Туреччини. Вони можуть перебувати від 30 до 90 днів, що економічно вигідно країні. За даними Всесвітньої туристичної організації, у 2009 році Туреччина посіла 7 місце як країна призначення для міжнародного туризму. Однак турецький паспортний закон «забороняє особам в’їжджати в країну виключно з метою заняття проституцією», і незареєстрованим працівникам та іноземцям заборонено виконувати будь-які види проституції.
Дані з 2001 по 2009 рік свідчать, що 24 750 добровільних повій були депортовані; з них — у 27% були діагностовані ІПСШ. Багато з цих мігранток та іноземок за законом вважаються злочинницями. Іноземки зазвичай залишають свої країни в надії знайти домашню роботу, щоб прогодувати себе та родину; однак через після прибуття до Туреччини вони опиняються в проституції.
Іноземні повії та мігрантки змальовуються в ЗМІ як причина поширення венеричних захворювань, таких як ВІЛ/СНІД. Особливо активно це відбувалося наприкінці 1980-х і в 1990-х, коли криза ВІЛ/СНІД була на піку, та турецькі ЗМІ показували повій-мігранток як причину цього. Мігрантські та квір-повії стали асоціюватися з сексуальними об'єктами/тілами, винними в поширенні ВІЛ/СНІД. Такі новини викликали ще більшу паніку серед турецьких громадян та уряду, що зрештою призвело до рейдів поліції по домівках трудових мігрантів, обов’язкових тестів на ЗПСШ та депортацій. Трудових мігрантів досі бояться та плекають ненависть до них. Їх вважають особами, які приїхали до Туреччини, щоб вкрасти лояльних турецьких чоловіків і робочі місця.

### Чоловіча проституція
У Стамбулі налічується приблизно 11 656 чоловіків-повій.

### Трансгендерна проституція
Як правило, більшість трансгендерів у турецькій проституції зазнають структурного насильства, і за законом їм заборонено бути повіями на законних підставах. Тому транс-повії є уразливими до насильства та переслідувань. Вони, як правило, займаються вуличною проституцією, багато з них є бездомними та збіднілими. Згідно зі звітом Фонду розвитку людських ресурсів за 2011 рік, у Стамбулі налічується близько 4 000 трансгендерних повій, а загалом у всіх великих містах Туреччини — від 8 000 до 10 000 трансгендерних жінок. Згідно з дослідженням НІОЗ США 2021 року, у Стамбулі налічується близько 30 447 жінок-повій і 15 780 трансгендерних повій. Глобальна мережа проєктів проституції виявила, що з 2008 по 2012 рік у Туреччині було вбито 31 трансгендерну повію. Згідно з іншим дослідженням, між 2009 і 2015 роками було скоєно 37 вбивств трансгендерів. Відомо, що у Туреччині найвищий рівень вбивств трансгендерів у всій Європі. Проте жінки, які є транссексуалами та повіями, піддаються найбільшому фізичному та сексуальному насильству як з боку покупців, так і працівників поліції.

### Нелегальна проституція
Нелегальна проституція визначається як утримання борделю без ліцензії, заняття проституцією без проходження медичного огляду, заняття проституцією без ліцензії або заняття проституцією без реєстрації. Заняття незаконною проституцією карається позбавленням волі на строк до 1 року.
Проституція вдома законна та регулюється, а ескорт-послуги є як незаконними, так і нерегульованими. Покупці можуть заходити на вебсайти, які пропонують проституцію, оскільки ці вебсторінки не мають вікових обмежень, що дозволяє як покупцям, так і повіям різного віку користуватися сайтом, як їм заманеться. Ескорт-сервіси ж можуть працювати незалежно, не виходячи з дому чи будь-якого місця на свій вибір. Це також дозволяє чоловікам і трансгендерним повіям, які не мають законного дозволу на проституцію, використовувати такі платформи для пошуку покупців.

## Права проституйованих
У 2008 році активісти та повії Туреччини оголосили, що працюють над проєктом зі створення першої в Туреччині профспілки повій.

## Секс-торгівля людьми
Згідно зі звітом, підготовленим УНЗ ООН, Туреччина є основним місцем призначення для жертв секс-торгівлі людьми.
Управління нагляду та боротьби з торгівлею людьми Державного департаменту США відносить Туреччину до країни «2 рівня»м